# 심계항진
심계항진(心悸亢進, palpitations) 혹은 두근거림은 환자가 심박을 느낄 수 있는 상태 그리고 이에 따른 불편감을 느끼는 이상 징후(abnomalities)를 의미한다. 이러한 심계항진은 현기증이나 호흡 곤란을 동반하기도 한다. 이러한 심계항진은 평소보다 심박수가 올라가거나 심박을 건너뛰는 형태로 나타날 수가 있고, 환자의 호소나 임상적 진단을 통해 판단할 수 있다.
심계항진은 심장병에 의해 일어나는 경우도 있으나 건강한 경우에도 나타난다. 질환으로 인해 심계항진이 나타나는 경우는 관상동맥질환이나 천식, 폐기종 이외에 신장 또는 갑상선 질환, 전해질 불균형, 스트레스 등이 있다.

## 원인
다음과 같은 4개의 주 요인이 있다.
1. 교감신경계의 과한 자극. 스트레스로 인한 불안이나 당질코르티코이드 또는 카테콜아민의 만성적 상승효과로 나타날 수 있다. 소화가 제대로 되지 않았다든지 자세가 안 좋다든지 하는 것도 미주 신경을 자극해 심계항진을 일으킬 수 있다.
2. 만성적인 교감신경계 흥분. 공황장애, 저혈당증, 저산소증, 라모트리진따위의 항히스타민제, 빈혈, 심부전, 승모판 탈출증 등.[1]
3. 혈류 순환 과다. 판막 부전, 갑상선항진증, 고탄산증, 발열, 빈열, 임신 등.
4. 심혈관계 부전. 이소성박동, 심방조기수축, 심방 이외의 지연수축, 심실조기수축, 심실세동, 심장 차단 등.

## 치료
심혈관계 질환에 의해 심계항진이 발생한 경우 그 심혈관계 질환을 치료하는 근거에 준한다. 심혈관계 질환이 원인이 아닌 경우에는 미주신경자극을 시행할 수 있다. 스트레스나 신경증이 주 원인이 되는 경우 심리적 요법을 시행하거나 아세틸콜린을 억제하는 제제를 투여함으로써 미주신경을 활성화시킬 수도 있다.